# Circonscription de Tache Gayint
La circonscription de Tache Gayint est une des 135 circonscriptions législatives de l'État fédéré Amhara, elle se situe dans la Zone Sud Gonder. Son représentant actuel est Qes Addis Kebede Engeda.